# Walter Doralt
Walter Doralt (* 1978 in Wien) ist ein österreichischer Jurist. Er ist Universitätsprofessor am Institut für Zivilrecht, Ausländisches und Internationales Privatrecht der Rechtswissenschaftlichen Fakultät der Universität Graz. Seit November 2023 ist er zudem Vize- und Forschungsdekan.

## Wissenschaftlicher Werdegang
Das Studium der Rechtswissenschaften absolvierte er an der Universität Wien (Abschluss als Mag. iur. 2001) und an der Università Cattolica del Sacro Cuore (2000–2001). Er war Assistent von Helmut Koziol am European Centre of Tort and Insurance Law (ECTIL) in Wien (2000–2003). Nach der Promotion zum Dr. iur. in Wien (2005) mit einer Arbeit zur Unabhängigkeit und Haftung der Abschlussprüfer war er wissenschaftlicher Mitarbeiter am Max-Planck-Institut für ausländisches und internationales Privatrecht (Arbeitsgruppe Reinhard Zimmermann) in Hamburg (2005–2007), dann an diesem Institut Referent für Frankreich (2009–2016). Lehrstuhlvertretungen an den Universitäten FU Berlin, Regensburg und Münster.
Mit der Habilitation an der Bucerius Law School 2017 erhielt Doralt die Lehrbefugnis für die Fächer Bürgerliches Recht, Handels- und Gesellschaftsrecht, Internationales Privatrecht, Rechtsvergleichung und Rechtsökonomik. An der Universität Graz lehrt er seit Mai 2019 als Professor am Institut für Zivilrecht, Ausländisches und Internationales Privatrecht. Seine Arbeitsschwerpunkte liegen im Bürgerlichen Recht, Unternehmensrecht und in der Rechtsvergleichung.
Walter Doralt ist Mitgründer des European Law Institute (ELI), einer internationalen Non-Profit-Organisation mit ca. 1.600 Mitgliedern und etwa 110 institutionellen Mitgliedern (Sitz in Brüssel, Sekretariat derzeit in Wien). Doralt war ab der Gründung Mitglied des ELI Council (2011–2019, Wiederwahl 2015); gemeinsam mit Christian Koller und Susanne Augenhofer leitet er den ELI-Austrian Hub, der 2022 und 2023 mit dem Hub of the Year Award ausgezeichnet wurde.
Für die Periode 2022–2025 wurde Doralt durch den UNIDROIT Governing Council zum UNIDROIT Correspondent ernannt.
Gastprofessuren und visiting Fellowships:
- Università Luigi Bocconi (WS 2008/2009 und WS 2023/2024), visiting Professor
- University of Oxford, Law Faculty, Institute of European and Comparative Law, St. Catherine’s College (2007–2008), Max-Planck-Fellow
- Bucerius Law School, Hamburg, Schwerpunkt Recht des internationalen Handels (2013–2017), Lehrbeauftragter
- Université Paris II, Panthéon Assas (Frühjahr 2020;  erneut Winter 2020/2021, Winter 2021/2022, Winter 2022/2023, Winter 2023/2024), professeur invité

## Ehrungen und Auszeichnungen
- Wolf Theiss Award 2005
- Hauptpreis des Interessenverbands für Anleger (IVA) 2005
- 2017: Kardinal-Innitzer-Förderungspreis für Rechts- und Staatswissenschaften
- VKB-Wissenschaftspreis 2018
- 2023: Seraphine-Puchleitner-Preis der Universität Graz für die beste Doktorand*innenbetreuung der Universität

## Schriften (Auswahl)
Monographien und Bücher
- Langzeitverträge. Tübingen 2018, ISBN 3-16-155618-6.
- Reforming the law of obligations and company law. Studies in French and German law. Paris 2013, ISBN 978-2-36517-021-5 (herausgegeben gemeinsam mit Olivier Deshayes).
- Managerpflichten in der englischen Limited. Companies act. Kommentar. Wien 2011, ISBN 978-3-7073-1885-2.
- Haftung der Abschlussprüfer. Gegenüber der geprüften Gesellschaft, gegenüber verbundenen Unternehmen, gegenüber Dritten, Amtshaftung für den Bankprüfer, Haftpflichtversicherung. Wien 2005, ISBN 3-7007-3177-9.

Zeitschriftenbeiträge
- Laesio enormis und Optionsverträge – Anmerkungen zu OGH 4 Ob 217/21x, Juristische Blätter (JBl) 2023, 692-698.

- Der Unternehmenskauf als Glücksgeschäft - Zum Anwendungsbereich der laesio enormis - Anwendbarkeit von § 934 ABGB auf den Unternehmenskauf? Festschrift Matthias Neumayr, Manz, 2023, 440-457 (gemeinsam mit Christina Diesenreither).
- Mieterschutz im Wohnraummietrecht, Historisch-Vergleichendes zur Entwicklung in Deutschland und Österreich, in: Iurium itinera, Historische Rechtsvergleichung und vergleichende Rechtsgeschichte, Historical Comparative Law and Comparative Legal History – Festschrift Reinhard Zimmermann zum 70. Geburtstag, Mohr-Siebeck, 2022, 421-444.
- Notariatsakt und materielle Prüfpflicht, des Firmenbuchgerichts auf dem Prüfstand - Empirische Grundlagen für die Reform des Gesellschaftsrechts, Der Gesellschafter - Zeitschrift für Gesellschafts- und Unternehmensrecht (GesRZ) 2022, 250-257 (gemeinsam mit Lea Zieger).

- Händlervertrieb und Fehlverhalten des Herstellers, Festschrift für Peter Bydlinski, Jan Sramek Verlag, 2022, 127-145 (gemeinsam mit Peter Schwarzenegger).
- Kausalität, konkretes Vertrauen und Verjährung, Neues und weniger Neues zur Abschlussprüferhaftung gegenüber Dritten, Zeitschrift für Finanzmarktrecht (ZFR), 2022, 216–223.
- D&O-Verschaffungszusagen im System und als Gestaltungsmittel der aktienrechtlichen Corporate Governance, Zeitschrift für das gesamte Handelsrecht und Wirtschaftsrecht (ZHR) 185 (2021), 637–668 (gemeinsam mit Philipp Scholz).
- Austrian Limited: Die Pläne zur flexiblen Kapitalgesellschaft und die Reform des Gesellschaftsrechts, Der Gesellschafter – Zeitschrift für Gesellschafts- und Unternehmensrecht (GesRZ) 2021, 120–132 (gemeinsam mit Keyvan Rastegar, Martin Gelter, Pierre-Henri Conac, Katharina Rastegar, Edmund Schuster).
- Wegfall der Geschäftsgrundlage, Juristische Blätter (JBl) 2020, 491–501.
- Vertragsstrafe, Festschrift für Klaus Hopt, 2020, 175–187.
- Akademische Karrierewege in Deutschland und Österreich, Rabels Zeitschrift für ausländisches und internationales Privatrecht (RabelsZ), 2020, 268–298.
- Miet- und Wohnrecht: Alles weiter wie bisher oder gelingt der große Wurf?, Recht der Wirtschaft (RdW) 2020, 234–236 (gemeinsam mit Erwin Dervic).
- Organhaftung und D&O-Versicherung, Jüngere Entwicklungen und aktuelle Gestaltungsfragen, Zeitschrift für Unternehmens- und Gesellschaftsrecht (ZGR), 48 (2019), 996–1049.
- Verbrauchervertragsrecht und Rechtswahl, Archiv für die civilistische Praxis (AcP) 215 (2015), 855–892 (gemeinsam mit Sarah Nietner).
- Die Haftung des gesetzlichen Abschlussprüfers – Mitverschulden, Ansprüche Dritter und Wege der Haftungsbegrenzung, Zeitschrift für Unternehmens- und Gesellschaftsrecht (ZGR), 44 (2015), 266–304.
- Der Wegfall der Geschäftsgrundlage – Altes und Neues zur théorie de l'imprévision in Frankreich, Rabels Zeitschrift für ausländisches und internationales Privatrecht (RabelsZ) 2012, 761–784.
- Auditor Independence at the Crossroads – Regulation and Incentives, European Business Organization Law Review (EBOR) 2012, 89–101 (gemeinsam mit Andreas M. Fleckner, Klaus J. Hopt, Christoph Kumpan, Felix Steffek, Reinhard Zimmermann, Alexander Hellgardt und Susanne Augenhofer).
- Strukturelle Schwächen in der Europäisierung des Privatrechts – Eine Prozessanalyse der jüngeren Entwicklungen, Rabels Zeitschrift für ausländisches und internationales Privatrecht (RabelsZ) 2011, 260–285
- Rote Karte oder grünes Licht für den Blue Button – Zur Frage eines optionalen Europäischen Vertragsrechts, Archiv für die civilistische Praxis (AcP) 211 (2011), 1–34.
- Transparenz und Kontrolle bei related party transactions: Verträge der Gesellschaft mit ihrem Aufsichtsratsmitglied, Juristische Blätter (JBl) 2008, 759–776.
- Auditors’ Liability and its Impact on the European Financial Markets, Cambridge Law Journal (CLJ) 67, 1 (2008), 62–68 (gemeinsam mit Alexander Hellgardt, Klaus J. Hopt, Patrick C. Leyens, Markus Roth und Reinhard Zimmermann).